# Rimma Kazakova
Rimma Fyodorovna Kazakova (Ри́мма Фёдоровна Казако́ва; Sevastopol, 27 de enero de 1932 – 19 de mayo de 2008) fue una poetisa, letrista y traductora rusa. Es conocida, sobre todo, por sus populares canciones en la etapa soviética.

## Biografía
Kazakova se graduó en Historia en la Universidad Estatal de San Petersburgo. Posteriormente, trabajó como profesora  en Khabarovsk.
Sus primeras canciones eren una reminiscencia de Yevtushenko, Okudjava, Voznessenski y Rojdéstvenski y fueron publicadas por primera vez en 1955. Su primera colección de poesía, Conozcamos Oriente («Встретимся на Востоке»), se publicó en 1958. Desde 1959 hasta su muerte, fue miembro de la Unión de Escritores Soviéticos. También ocupó el cargo de Primera Secretaria de la Unión de Escritores de Moscú.
En octubre de 1993, firmó la Carta de los Cuarenta y dos.
Murió repentinamente a los 76 años en un sanatorio médico cerca de Yudino, cerca de Moscú el 19 de mayo de 2008. Fue enterrado el 22 de mayo de 2008 en el Cementerio de Vagánkovo.

## Obres notables
- Allí, donde està «Там, где ты»
- Versos / «Стихи»
- Viernes / «Пятницы»
- En la taiga nadie llora / «В тайге не плачут»
- Avetos Verdos / «Елки зеленые»
- Muñeco de nieve / «Снежная баба»
- Recuerdo / «Помню»
- En blanco / «Набело»
- Un país llamado Amor / «Страна Любовь»
- Piedra de toque / «Пробный камень»
- Fuere de la mente / «Сойди с холма»
- Terreno de la esperanza / «Сюжет надежды».

## Honores y reconocimientos
- Orden al Mérito por la Patria, 4ª clase
- Orden de la Bandera Roja del Trabajo
- Orden de la Amistad de los Pueblos
- Medalla Conmemorativa del 850.º Aniversario de Moscú
- Medalla Conmemorativa por el Centenario del Natalicio de Lenin
- Medalla por la Construcción del Ferrocarril Baikal-Amur